# Лаурс Ск'єллеруп
Лаурс Естербю Ск'єллеруп (дан. Laurs Østerby Skjellerup, нар. 12 серпня 2002, Маріагер, Данія) — данський футболіст, нападник італійського клубу «Сассуоло».

## Ігрова кар'єра
Лаурс Ск'єллеруп в 11 років почав займатися футболом у клубній школі «Хобро». У 2018 році Лаурс перейшов до молодіжної команди «Раннерса». У сезоні 2019/20 футболіст дебютував в основі клубу у вищому дивізіоні Данії.
Провівши в клубі загалом два матчі, влітку 2022 року Ск'єллеруп повернувся до «Хобро», який виступав у першому дивізіоні. У жовтні 2023 року нападник підписав з клубом новий контракт до літа 2027 року.
Але вже у грудні того року перейшов у шведський «Гетеборг», підписавши з клубом контракт на чотири роки. 3 березня Ск'єллеруп дебютував у новій команді в матчі Кубка Швеції, а 20 квітня зіграв першу гру в чемпіонаті країни. 29 квітня в матчі проти «Броммапойкарна» данський нападник забив свій перший гол у складі «Гетеборга».